# Polskie mięso
Polskie mięso – bonusowy album studyjny polskiej grupy muzycznej T.Love. Wydawnictwo ukazało się 11 października 2011 roku nakładem wytwórni muzycznej EMI Music Poland wraz z pojawieniem się tego samego dnia box setu pt. "T.Lovestory" zawierającego 14 dotychczasowych albumów zespołu.
Album ten zawiera 3 nowe utwory nagrane wiosną 2011 roku i 13 niepublikowanych dotychczas nagrań z lat 1999–2009 (odrzuty z albumów, dema, nagrania koncertowe).

## Lista utworów
Opracowano na podstawie materiału źródłowego.
1. "Polskie mięso" – 3:23
2. "24/48" – 3:57
3. "Stadion" – 3:39
4. "Hello" – 2:41
5. "Budka Suflera" – 3:49
6. "Lonely Boy" – 3:33
7. "Niebezpieczny..." – 4:59
8. "Już nie..." – 3:28
9. "Dziewczyny i chłopaki" – 3:58
10. "Dziewczyna z bloku" – 4:18
11. "Pierwszy" – 2:35
12. "The King of The Blues (live)" – 4:18
13. "Loco (live)" – 2:47
14. "Miasto fciąga (live)" – 3:02
15. "Bo wiersze kłamią" – 3:03
16. "Tell Me Who You Are?" (Bohema Muniek) – 4:59

## Twórcy
| - Muniek Staszczyk – śpiew - Tom Pierzchalski – saksofon - Sidney Polak – perkusja - Paweł Nazimek – gitara basowa - Maciej Majchrzak – gitara - Michał Marecki – instrumenty klawiszowe, akordeon - Jan Pęczak – gitara (utwór 1) |